# Trường Hưng, Hồ Châu
Trường Hưng (chữ Hán phồn thể:長興縣, chữ Hán giản thể: 长兴县, âm Hán Việt: Trường Hưng huyện) là một huyện thuộc địa cấp thị Hồ Châu, tỉnh Chiết Giang, Cộng hòa Nhân dân Trung Hoa. Huyện này có diện tích 1388 km², dân số 620.000 người. Mã số bưu chính của Trường Hưng là. Chính quyền nhân dân huyện Trường Hưng đóng ở số 3, phố Huyện Tiền, trấn Trĩ Thành. Về mặt hành chính, huyện Trường Hưng được chia thành 4 nhai đạo, 9 trấn, 2 hương. Tổng cộng có 56 xã khu, 23 khu cư dân, 226 ủy ban thôn.
- Nhai đạo: Trĩ Thành (雉城), Họa Khê ̣(畫溪), Long Sơn(龍山), Thái Hồ (太湖).
- Trấn: Hồng Kiều (洪橋), Lâm Thành (林城), Tứ An (泗安), Tiểu Phổ (小浦), Hòa Bình (和平), Môi Sơn (煤山), Giáp Phổ (夾浦), Hồng Tinh Kiều (虹星橋), Lý Gia Hạng (李家巷).
- Hương: Thủy Khẩu (水口), Lư Sơn (呂山).